# Praia dos Milionários (São Vicente)
Praia dos Milionários vista a partir do Costão Rochoso, no limite com a Ilha Porchat
A Praia dos Milionários é uma praia localizada no litoral do estado de São Paulo, na cidade de São Vicente. Ela é considerada uma das praias mais nobres da cidade turística em razão da sua localização nobre e calma das águas somada as suas curtas e estreitas faixas de areia, padrão pouco comum nas praias do sudeste e mais característica entre as praias do sul .

## História e Nomeação
A praia têm essa denominação, devido aos prédios as margens do local serem considerados de alta classe, pelos critérios da Prefeitura local. Outra versão conta que o nome se deu pela circulação de veículos aquáticos de grande valor pela Baía, que eram ancorados afim do local ser desfrutado por seus donos e condutores da alta classe.
Milionários, é uma faixa de areia branca e estreita dividida por algumas pedras e a própria maré voltadas à Baía de São Vicente. Bordeada por altos prédios residenciais. A praia dos Milionários apresenta alguns problemas em sua geografia natural com a diminuição progressiva da sua faixa de areia devido à elevação do nível do mar, o que deixou em estado de alerta e obrigou a realização de reformas de proteção e cautela tanto a orla da praia quanto aos muros que cercam os prédios vizinhos a praia. 

## Ambiente
A praia é composta de cinco curtas divisões de areia, a principal, mais movimentada e extensa fica aos pés da turística Ilha Porchat, tornando a Praia dos Milionários um ponto turístico igualmente frequentado pela curta distância da imponente ilha de quase 70m de altura. 
As ruas de acesso a praia são habitadas em prédios residenciais, condomínios verticais, bares, quiosques e seu deslocamento entre as faixas de areia é feita por uma passagem dividida por pedestres e ciclistas, frente a rampas de acesso a água usada por pescadores com seus barcos e praticantes de canoagem e esportes dos ramos da motonáutica e regatas, muito usados devido a sua proximidade com que os carros de transporte e reboque que podem facilmente desengatar os meios de locomoção aquáticos junto a água com uso das ruas sem saída que acessam a praia, visitação e ambiente é em suma maioria familiar entre turistas, esportistas e nativos no período matutino e vespertino.

## Rotina da Praia
Rodeada pelas sombras frescas, a praia tem maior movimento aos finais da semana, ainda que sendo a de menor movimento da cidade litorânea até mesmo pelo pouco espaço em área disponível, o local é muito bem avaliado em sites de turismo e visitações com a média de quatro estrelas e meia. 

## Problemas de segurança
Mesmo com o reforçado policiamento em patrulha por toda a orla de São Vicente, a Praia dos Milionários acaba com certa frequência tomando as páginas dos jornais e sendo alvo de matérias negativas devido aos roubos, assaltos e práticas de crimes organizados e em bando popularmente conhecidos como arrastões. A Policia Militar e seu núcleo de inteligência tentam diminuir diariamente os infelizes acontecimentos que se encontram com números cada vez menores para conforto de turistas e munícipes. 

## Localização
Banhada pela Baía de São Vicente, a Praia dos Milionários tem em seu extremo leste o limite com a Praia do Gonzaguinha, separadas pelo ponto turístico conhecido como Pontinha da Praia, e ao oeste o limite é com a Praia do Itararé, junto ao também conhecido Costão Rochoso e a Alameda Paulo Gonçalves que faz o acesso da faixa da areia com a Ilha Porchat.